# Функція розподілу простих чисел

Значення пі-функції для перших 60 натуральних чисел

У математиці функція розподілу простих чисел, або пі-функція {\displaystyle \pi (x)}, — це функція, що дорівнює числу простих чисел, менших або рівних дійсному числу x. Позначається {\displaystyle \pi (x)} (це ніяк не пов'язано з числом пі).

## Історія
Великий інтерес у теорії чисел викликає швидкість зростання пі-функції. Наприкінці XVIII століття Гаусс і Лежандр висунули припущення, що пі-функція оцінюється як
{\displaystyle {\frac {x}{\ln x}}}
тобто, що
{\displaystyle \lim \limits _{x\to +\infty }{\frac {\pi (x)}{x/\ln x}}=1.}
Це твердження — теорема про розподіл простих чисел. Воно еквівалентне твердженню
{\displaystyle \lim \limits _{x\to +\infty }{\frac {\pi (x)}{\operatorname {li} (x)}}=1}
де {\displaystyle \operatorname {li} } — інтегральний логарифм. Теорему про прості числа вперше довів 1896 року Жак Адамар і незалежно Валле-Пуссен, використовуючи дзета-функцію Рімана, яку 1859 року ввів Ріман.
Точніше зростання {\displaystyle \pi (x)} зараз описують як
{\displaystyle \pi (x)=\operatorname {li} (x)+O{\bigl (}xe^{-{\sqrt {\ln x}}/15}{\bigr )}}
де {\displaystyle O} позначає O велике. Коли x не дуже велике, {\displaystyle \operatorname {li} (x)} перевищує {\displaystyle \pi (x)}, проте різниця {\displaystyle \pi (x)-\operatorname {li} (x)} змінює свій знак нескінченне число разів, найменше натуральне число, для якого відбувається зміна знака, називається числом Ск'юза.
Доведення теореми про прості числа, що не використовують дзета-функції або комплексного аналізу, знайшли 1948 року Атле Сельберг і Пал Ердеш (здебільшого незалежно).

## Таблиці для пі-функції,x/lnxі li(x)
У таблиці показано зростання функцій {\displaystyle \pi (x),{\frac {x}{\ln x}},\operatorname {li} (x)} за степенями 10.
| x    | π(x)                               | π(x) − x / ln x                 | li(x) − π(x)    | x / π(x) | π(x)/x (частка простих чисел) |
| ---- | ---------------------------------- | ------------------------------- | --------------- | -------- | ----------------------------- |
| 10   | 4                                  | −0,3                            | 2,2             | 2,500    | 40 %                          |
| 102  | 25                                 | 3,3                             | 5,1             | 4,000    | 25 %                          |
| 103  | 168                                | 23                              | 10              | 5,952    | 16,8 %                        |
| 104  | 1 229                              | 143                             | 17              | 8,137    | 12,3 %                        |
| 105  | 9 592                              | 906                             | 38              | 10,425   | 9,59 %                        |
| 106  | 78 498                             | 6 116                           | 130             | 12,740   | 7,85 %                        |
| 107  | 664 579                            | 44 158                          | 339             | 15,047   | 6,65 %                        |
| 108  | 5 761 455                          | 332 774                         | 754             | 17,357   | 5,76 %                        |
| 109  | 50 847 534                         | 2 592 592                       | 1 701           | 19,667   | 5,08 %                        |
| 10   | 455 052 511                        | 20 758 029                      | 3 104           | 21,975   | 4,55 %                        |
| 1011 | 4 118 054 813                      | 169 923 159                     | 11 588          | 24,283   | 4,12 %                        |
| 1012 | 37 607 912 018                     | 1 416 705 193                   | 38 263          | 26,590   | 3,76 %                        |
| 1013 | 346 065 536 839                    | 11 992 858 452                  | 108 971         | 28,896   | 3,46 %                        |
| 1014 | 3 204 941 750 802                  | 102 838 308 636                 | 314 890         | 31,202   | 3,20 %                        |
| 1015 | 29 844 570 422 669                 | 891 604 962 452                 | 1 052 619       | 33,507   | 2,98 %                        |
| 1016 | 279 238 341 033 925                | 7 804 289 844 393               | 3 214 632       | 35,812   | 2,79 %                        |
| 1017 | 2 623 557 157 654 233              | 68 883 734 693 281              | 7 956 589       | 38,116   | 2,62 %                        |
| 1018 | 24 739 954 287 740 860             | 612 483 070 893 536             | 21 949 555      | 40,420   | 2,47 %                        |
| 1019 | 234 057 667 276 344 607            | 5 481 624 169 369 960           | 99 877 775      | 42,725   | 2,34 %                        |
| 1020 | 2 220 819 602 560 918 840          | 49 347 193 044 659 701          | 222 744 644     | 45,028   | 2,22 %                        |
| 1021 | 21 127 269 486 018 731 928         | 446 579 871 578 168 707         | 597 394 254     | 47,332   | 2,11 %                        |
| 1022 | 201 467 286 689 315 906 290        | 4 060 704 006 019 620 994       | 1 932 355 208   | 49,636   | 2,01 %                        |
| 1023 | 1 925 320 391 606 803 968 923      | 37 083 513 766 578 631 309      | 7 250 186 216   | 51,939   | 1,92 %                        |
| 1024 | 18 435 599 767 349 200 867 866     | 339 996 354 713 708 049 069     | 17 146 907 278  | 54,243   | 1,84 %                        |
| 1025 | 176 846 309 399 143 769 411 680    | 3 128 516 637 843 038 351 228   | 55 160 980 939  | 56,546   | 1,77 %                        |
| 1026 | 1 699 246 750 872 437 141 327 603  | 28 883 358 936 853 188 823 261  | 155 891 678 121 | 58,850   | 1,70 %                        |
| 1027 | 16 352 460 426 841 680 446 427 399 | 267 479 615 610 131 274 163 365 | 508 666 658 006 | 61,153   | 1,64 %                        |
В OEIS перша колонка значень {\displaystyle \pi (x)} — це послідовність A006880, {\displaystyle \pi (x)-\left\lfloor {\frac {x}{\ln x}}+0{,}5\right\rfloor } — послідовність A057835, а {\displaystyle \lfloor \operatorname {li} (x)+0{,}5\rfloor -\pi (x)} — послідовність A057752.

## Алгоритми обчислення пі-функції
Простий спосіб знайти {\displaystyle \pi (x)}, якщо {\displaystyle x} не дуже велике, — скористатися решетом Ератосфена, яке видає прості, що не перевищують {\displaystyle x}, і підрахувати їх.
Більш продуманий спосіб обчислення {\displaystyle \pi (x)} запропонував Лежандр: дано {\displaystyle x}, якщо {\displaystyle p_{1},p_{2},\ldots ,p_{k}} — різні прості числа, число цілих чисел, що не перевищують {\displaystyle x} і не діляться на всі {\displaystyle p_{i}} дорівнює
{\displaystyle \lfloor x\rfloor -\sum _{i}\left\lfloor {\frac {x}{p_{i}}}\right\rfloor +\sum _{i<j}\left\lfloor {\frac {x}{p_{i}p_{j}}}\right\rfloor -\sum _{i<j<k}\left\lfloor {\frac {x}{p_{i}p_{j}p_{k}}}\right\rfloor +\cdots }
(де {\displaystyle \lfloor \cdots \rfloor } позначає цілу частину). Отже, отримане число дорівнює
{\displaystyle \pi (x)-\pi \left({\sqrt {x}}\right)+1}
якщо {\displaystyle p_{1},p_{2},\ldots ,p_{k}} — це всі прості числа, що не перевищують {\displaystyle {\sqrt {x}}}.
У 1870—1885 роках у серії статей Ернст Майссель описав (і використав) практичний комбінаторний спосіб обчислення {\displaystyle \pi (x)}. Нехай {\displaystyle p_{1},p_{2},\ldots ,p_{n}} — перші {\displaystyle n} простих, позначимо {\displaystyle \Phi (m,n)} кількість натуральних чисел, що не перевищують {\displaystyle m}, які не діляться на жодне {\displaystyle p_{i}}. Тоді
{\displaystyle \Phi (m,n)=\Phi (m,n-1)-\Phi \left(\left[{\frac {m}{p_{n}}}\right],n-1\right)}
Візьмемо натуральне {\displaystyle m}, якщо {\displaystyle n=\pi \left({\sqrt[{3}]{m}}\right)} і якщо {\displaystyle \mu =\pi \left({\sqrt {m}}\right)-n}, то
{\displaystyle \pi (m)=\Phi (m,n)+n(\mu +1)+{\frac {\mu ^{2}-\mu }{2}}-1-\sum _{k=1}^{\mu }\pi \left({\frac {m}{p_{n+k}}}\right)}
Використовуючи цей підхід, Майссель вирахував {\displaystyle \pi (x)} для {\displaystyle x=5\cdot 10^{5};10^{6};10^{7};10^{8}}.
1959 року Деррік Генрі Лемер розширив і спростив метод Майсселя. Визначимо, для дійсного {\displaystyle m} та для натуральних {\displaystyle n,k} величину {\displaystyle P_{k}(m,n)} як кількість чисел, що не перевищують m і мають рівно k простих множників, причому всі вони перевищують {\displaystyle p_{n}}. Крім того, нехай {\displaystyle P_{0}(m,n)=1}. Тоді
{\displaystyle \Phi (m,n)=\sum _{k=0}^{+\infty }P_{k}(m,n)}
де сума явно завжди має скінченне число ненульових доданків. Нехай {\displaystyle y} — ціле, таке, що {\displaystyle {\sqrt[{3}]{m}}\leqslant y\leqslant {\sqrt {m}}}, і нехай {\displaystyle n=\pi (y)}. Тоді {\displaystyle P_{1}(m,n)=\pi (m)-n} і {\displaystyle P_{k}(m,n)=0} при {\displaystyle k\geqslant 3}. Отже
{\displaystyle \pi (m)=\Phi (m,n)+n-1-P_{2}(m,n)}
Обчислення {\displaystyle P_{2}(m,n)} можна отримати так:
{\displaystyle P_{2}(m,n)=\sum _{y<p\leqslant {\sqrt {m}}}\left(\pi \left({\frac {m}{p}}\right)-\pi (p)+1\right)}
З іншого боку, обчислити {\displaystyle \Phi (m,n)} можна за допомогою таких правил:
1. {\displaystyle \Phi (m,0)=\lfloor m\rfloor }
2. {\displaystyle \Phi (m,b)=\Phi (m,b-1)-\Phi \left({\frac {m}{p_{b}}},b-1\right)}

Використовуючи цей метод і IBM 701, Лемер зумів обчислити {\displaystyle \pi \left(10^{10}\right)}.
Надалі цей метод вдосконалили Lagarias, Miller, Odlyzko, Deleglise та Rivat.
Китайський математик Hwang Cheng використав такі тотожності:
{\displaystyle e^{(a-1)\Theta }f(x)=f(ax),}
{\displaystyle J(x)=\sum _{n=1}^{\infty }{\frac {\pi (x^{1/n})}{n}}}
і, вважаючи {\displaystyle x=e^{t}}, виконуючи перетворення Лапласа обох частин і застосовуючи суму геометричної прогресії з {\displaystyle e^{n\Theta }}, отримав вираз:
{\displaystyle {\frac {1}{2{\pi }i}}\int _{c-i\infty }^{c+i\infty }g(s)t^{s}\,ds=\pi (t)}
{\displaystyle {\frac {\ln \zeta (s)}{s}}=(1-e^{\Theta (s)})^{-1}g(s)}
{\displaystyle \Theta (s)=s{\frac {d}{ds}}}

## Інші функції, що підраховують прості числа
Інші функції, що підраховують прості числа, також використовують, оскільки з ними зручніше працювати. Одна з них — функція Рімана, яку часто позначають як {\displaystyle \Pi _{0}(x)} або {\displaystyle J_{0}(x)}. Вона має стрибок на 1/n для степенів простих {\displaystyle p^{n}}, причому в точці стрибка {\displaystyle x} її значення дорівнює півсумі значень по обидва боки від {\displaystyle x}. Ці додаткові деталі потрібні для того, щоб її можна було визначити зворотним перетворенням Мелліна. Формально визначимо {\displaystyle \Pi _{0}(x)} як
{\displaystyle \Pi _{0}(x)={\frac {1}{2}}{\bigg (}\sum _{p^{n}<x}{\frac {1}{n}}\ +\sum _{p^{n}\leq x}{\frac {1}{n}}{\bigg )}}
де p просте.
Також можна записати
{\displaystyle \Pi _{0}(x)=\sum \limits _{n=2}^{x}{\frac {\Lambda (n)}{\ln n}}-{\frac {1}{2}}{\frac {\Lambda (x)}{\ln x}}=\sum _{n=1}^{\infty }{\frac {1}{n}}\pi _{0}({\sqrt[{n}]{x}})}
де {\displaystyle \Lambda (n)} — функція Мангольдта та
{\displaystyle \pi _{0}(x)=\lim _{\varepsilon \rightarrow 0}{\frac {\pi (x-\varepsilon )+\pi (x+\varepsilon )}{2}}.}
Формула обернення Мебіуса дає
{\displaystyle \pi _{0}(x)=\sum _{n=1}^{\infty }{\frac {\mu (n)}{n}}\Pi _{0}({\sqrt[{n}]{x}})}
Використовуючи відоме співвідношення між логарифмом дзета-функції Рімана та функцією Мангольдта {\displaystyle \Lambda }, і використовуючи формулу Перрона отримаємо
{\displaystyle \ln \zeta (s)=s\int _{0}^{\infty }\Pi _{0}(x)x^{-s-1}\,dx}
Функція Рімана має твірну функцію
{\displaystyle \sum _{n=1}^{\infty }\Pi _{0}(n)x^{n}=\sum _{a=2}^{\infty }{\frac {x^{a}}{1-x}}-{\frac {1}{2}}\sum _{a=2}^{\infty }\sum _{b=2}^{\infty }{\frac {x^{ab}}{1-x}}+{\frac {1}{3}}\sum _{a=2}^{\infty }\sum _{b=2}^{\infty }\sum _{c=2}^{\infty }{\frac {x^{abc}}{1-x}}-{\frac {1}{4}}\sum _{a=2}^{\infty }\sum _{b=2}^{\infty }\sum _{c=2}^{\infty }\sum _{d=2}^{\infty }{\frac {x^{abcd}}{1-x}}+\cdots }
Функції Чебишова — це функції, що підраховують степені простих чисел {\displaystyle p^{n}} з вагою {\displaystyle \ln p}:
{\displaystyle \theta (x)=\sum _{p\leqslant x}\ln p}
{\displaystyle \psi (x)=\sum _{p^{n}\leqslant x}\ln p=\sum _{n=1}^{\infty }\theta ({\sqrt[{n}]{x}})=\sum _{n\leqslant x}\Lambda (n).}

## Формули для функцій, що підраховують прості числа
Формули для функцій, які підраховують прості числа, бувають двох видів: арифметичні формули та аналітичні формули. Аналітичні формули для таких функцій вперше використано для доведення теореми про прості числа. Вони походять від робіт Рімана і Мангольдта і загалом відомі як явні формули.
Існує такий вираз для {\displaystyle \psi } -функції Чебишова:
{\displaystyle \psi _{0}(x)=x-\sum _{\rho }{\frac {x^{\rho }}{\rho }}-\ln 2\pi -{\frac {1}{2}}\ln(1-x^{-2})}
де
{\displaystyle \psi _{0}(x)=\lim _{\varepsilon \rightarrow 0}{\frac {\psi (x-\varepsilon )+\psi (x+\varepsilon )}{2}}.}
Тут {\displaystyle \rho } пробігає нулі дзета-функції в критичній смузі, де дійсна частина {\displaystyle \rho } лежить між нулем та одиницею. Формула істинна для всіх {\displaystyle x>1}. Ряд за коренями збігається умовно, і його можна взяти в порядку абсолютного значення зростання уявної частини коренів. Зауважимо, що аналогічна сума за тривіальними коренями дає останній доданок у формулі.
Для {\displaystyle \Pi _{0}(x)} маємо таку складну формулу
{\displaystyle \Pi _{0}(x)=\operatorname {li} (x)-\sum _{\rho }\operatorname {li} (x^{\rho })-\ln 2+\int _{x}^{\infty }{\frac {dt}{t(t^{2}-1)\ln t}}.}
Знову ж, формула істинна для всіх {\displaystyle x>1}, де {\displaystyle \rho } — нетривіальні нулі дзета-функції, впорядковані за їхнім абсолютним значенням, і, знову, останній інтеграл береться зі знаком «мінус» і є такою самою сумою, але за тривіальними нулями. Вираз {\displaystyle \operatorname {li} (x^{\rho })} у другому члені можна розглянути як {\displaystyle \operatorname {Ei} (\rho \ln x)}, де {\displaystyle \operatorname {Ei} } — аналітичне продовження інтегральної показникової функції на комплексну площину з гілкою, вирізаною вздовж прямої {\displaystyle x<0}.
Отже, формула обернення Мебіуса дає нам
{\displaystyle \pi _{0}(x)=\operatorname {R} (x)-\sum _{\rho }\operatorname {R} (x^{\rho })-{\frac {1}{\ln x}}+{\frac {1}{\pi }}\mathop {\mathrm {arctg} } {\frac {\pi }{\ln x}}}
істинне для {\displaystyle x>1}, де
{\displaystyle \operatorname {R} (x)=\sum _{n=1}^{\infty }{\frac {\mu (n)}{n}}\operatorname {li} (x^{1/n})=1+\sum _{k=1}^{\infty }{\frac {(\ln x)^{k}}{k!k\zeta (k+1)}}}
називається R-функцією також на честь Рімана. Останній ряд у ній відомий як ряд Грама і збігається для всіх {\displaystyle x>0}.
Сума за нетривіальними нулями дзета-функції у формулі для {\displaystyle \pi _{0}(x)} описує флуктуації {\displaystyle \pi _{0}(x)}, тоді як інші доданки дають гладку частину пі-функції, тому можна використати
{\displaystyle \operatorname {R} (x)-{\frac {1}{\ln x}}+{\frac {1}{\pi }}\mathop {\mathrm {arctg} } {\frac {\pi }{\ln x}}}
як найкраще наближення для {\displaystyle \pi (x)} для {\displaystyle x>1}.
Амплітуда «шумної» частини евристично оцінюється як {\displaystyle {\sqrt {x}}/\ln x} тому флуктуації в розподілі простих можна явно представити {\displaystyle \Delta }-функцією:
{\displaystyle \Delta (x)=\left(\pi _{0}(x)-\operatorname {R} (x)+{\frac {1}{\ln x}}-{\frac {1}{\pi }}\mathop {\mathrm {arctg} } {\frac {\pi }{\ln x}}\right){\frac {\ln x}{\sqrt {x}}}.}
Великі таблиці значень {\displaystyle \Delta (x)} доступні тут.

## Нерівності
Тут виписано деякі нерівності для {\displaystyle \pi (x)}.
{\displaystyle {\frac {x}{\ln x}}<\pi (x)<1{,}25506\cdot {\frac {x}{\ln x}}\qquad x\geqslant 17.}
Ліва нерівність виконується при {\displaystyle x\geqslant 17}, а права — при {\displaystyle x>1.}
Нерівності для {\displaystyle n}-го простого числа {\displaystyle p_{n}}:
{\displaystyle n\ln n+n\ln \ln n-3/2\cdot n<p_{n}<n\ln n+n\ln \ln n,\ n\geqslant 6.}
Ліва нерівність істинна при {\displaystyle n\geqslant 2}, а права — при {\displaystyle n\geqslant 6}.
Має місце така асимптотика для {\displaystyle n}-го простого числа {\displaystyle p_{n}}:
{\displaystyle p_{n}=n\ln n\left(1+{\frac {\ln \ln n-1}{\ln n}}+{\frac {\ln \ln n-2}{\ln ^{2}n}}+{\frac {-1/2\ln ^{2}\ln n+3\ln \ln n-11/2}{\ln ^{3}n}}+O\left({\frac {\ln ^{3}\ln n}{\ln ^{4}n}}\right)\right)}

## Гіпотеза Рімана
Гіпотеза Рімана еквівалентна точнішій межі помилки наближення {\displaystyle \pi (x)} інтегральним логарифмом, а отже й регулярнішому розподілу простих чисел
{\displaystyle \pi (x)=\operatorname {li} (x)+O({\sqrt {x}}\ln x).}
Зокрема,
{\displaystyle |\pi (x)-\operatorname {li} (x)|<{\frac {1}{8\pi }}{\sqrt {x}}\,\ln x,\qquad x\geqslant 2657.}